# Maria Gertrude Firneis
Maria Gertrude Firneis   (Viena, 11 de març de 1947) és una professora universitària a l'Institut d'Astronomia de la Universitat de Viena. És la primera dona astrònoma austríaca amb una habilitació.

## Biografia
A més dels seus camps d'Història de l'astronomia i Planetologia, dirigeix el grup de treball sobre l'eclipsi solar a la Universitat de Viena. Per això va rebre l'ordre «Pour le Mérite» de la República de Mauritània (grau de Commandeur) el 1973.
Del 1990 al 2000 va estar al capdavant del Museu de l'Observatori de la Universitat de Viena, que va fundar. Des de 1979 imparteix conferències sobre història de l'astronomia a diverses universitats d'Àustria. És membre fundadora i cap de la Secció d'Història de l'Astronomia de la Societat Austríaca d'Història de la Ciència i va ser membre del Grup de Treball de l'Eclipsi Solar (Unió Astronòmica Internacional, IAU) el 1988. De 1991 a 1994 va ser membre del comitè organitzador de la Comissió 41 (Història de l'Astronomia) de la IAU i IU HPS.
Des de 1995 és l'única experta generalment jurada i certificada per la cort d'Àustria en astronomia, i de 1996 a 2012 va ser membre de la Comissió Astronòmica de l'Acadèmia Austríaca de Ciències.
El 1998, el planeta menor (7722) Firneis va rebre el seu nom.
Maria G. Firneis dirigeix la plataforma de recerca Exolife a la Universitat de Viena. Les principals àrees de recerca d'Exolife inclouen: Habitabilitat d'exoplanetes i qüestions especials d'astrobiologia com possibles biosignatures i xovinisme del carboni.
També treballa a l'equip científic del projecte EVE (European Venus Explorer), una missió proposada per llançar una nau espacial a Venus com a part del programa Cosmic Vision de l'Agència Espacial Europea.